# Modrze
Modrze – wieś (dawniej miasto) w Polsce położona w województwie wielkopolskim, w powiecie poznańskim, w gminie Stęszew. Przez wieś przebiega droga wojewódzka nr 431 (dawniej 309).
Modrze uzyskało lokację miejską przed 1458 rokiem, zdegradowane przed 1565 rokiem.

## Historia
W 1246 miejscowość była wzmiankowana jako Moder. Modrze w XIII wieku było grodem kasztelańskim i bywał tu książę Przemysł I. W 1265 zmarła tu Elżbieta wrocławska, żona Przemysła. Kościół w Modrzu istniał już przed 1298 rokiem, kiedy to został włączony do dekanatu większego poznańskiego. W XIV i XV wieku Modrze było miastem. Później należało do starostwa kościańskiego. Wieś położona była w 1580 roku w powiecie kościańskim województwa poznańskiego. W 1771 jako dzierżawcę wymieniono Ignacego Twardowskiego. Do XVIII wieku we wsi był kościół drewniany. W 1784 proboszcz Jerzy Chudzicki wystawił nowy, z cegły. Na początku XIX wieku właścicielką była pani Engeström z Chłapowskich, która sprzedała potem majątek Niemcom. Pod koniec XIX wieku liczyło 44 domostwa i 522 mieszkańców, bez wyjątku wyznania katolickiego. W miejscowości znajdowała się wtedy poczta.
W latach 1954–1961 wieś należała i była siedzibą władz gromady Modrze, po jej zniesieniu w gromadzie Strykowo. W latach 1975–1998 miejscowość administracyjnie należała do województwa poznańskiego.
805 (Dziennik Poznański) 1907 2/VII. W nr. 148/07 Dz. Pozn. piszą: Majętność Modrze pod Czempinem, blisko 5.000 mórg nabył od niemieckiej rodziny Baarthów Dom Bankowy Drwęski & Langner (Marcin Biedermann) z Poznania
1166 (Dziennik Poznański) 1910 10/III. Z nr 56/10 Dz. Pozn.: a) Majątek Modrze w pow. poznańskim, 4.500 mórg kupiła od Marcina Biedermanna spółka złożona z najwybitniejszych ziemian. Nazwisk nie podano.

## Zabytki

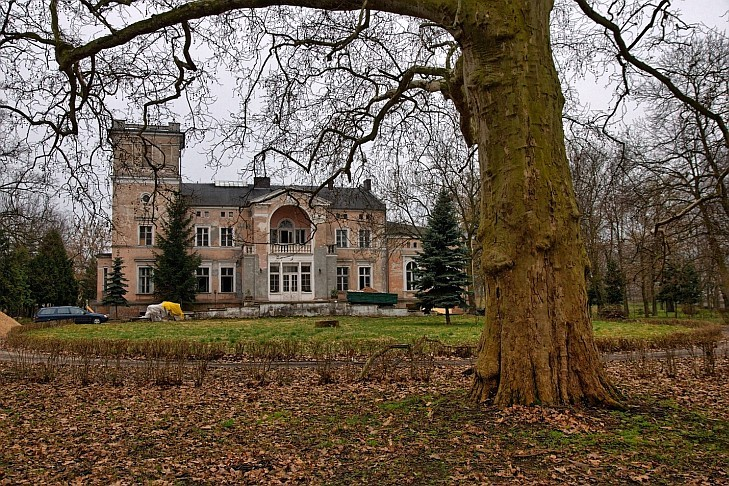
Modrze Pałac Baarthów

We wsi znajduje się zabytkowy kościół św. Idziego z 1936 z prezbiterium-kaplicą z 1784 oraz pałac z ok. 1880 roku z parkiem krajobrazowym i spichlerzem.
Neorenesansowy pałac z 1888 r. W parku - założonym w tym samym czasie - warto zwrócić uwagę na platana o imponujących rozmiarach. Przy pałacu stoją zabudowania folwarczne z gorzelnią z końca XIX w.